# Playhouse Disney
Playhouse Disney è stato un contenitore di programmi statunitensi per bambini di età compresa tra i 2 e gli 8 anni gestito dalla The Walt Disney Company, che andava in onda su Disney Channel. Il contenitore ha cominciato a trasmettere nel 1997, anno in cui Disney Channel passava dal pacchetto premium a quello base. In diverse nazioni, era il competitore principale di Nick Jr. Il 14 febbraio 2011 la fascia oraria è rimpiazzata dal nuovo brand Disney Junior.

## Storia
Playhouse Disney comincia a trasmettere su Disney Channel il 6 aprile del 1997. Playhouse Disney aveva come mascotte una palla di creta animata di nome Clay, il quale slogan era Are you with me? (trad. Siete con me?), successivamente rimpiazzata da due simpatiche scimmiette, Ooh e Aah.
Prima ancora i programmi erano segnalati dall'attrice Allyce Beasley, conosciuta per il suo ruolo come Agnes DiPesto nella serie televisiva Moonlighting e per il suo ruolo di doppiatrice, nei panni della signorina Grotke, in Ricreazione.
Il canale fu sostituito da Disney Junior il 14 febbraio 2011.

## Programmazione
- Breakfast With Bear
- Bunnytown
- Can You Teach My Alligator Manners?
- Captain Carlos
- Charlie e Lola
- Choo-Choo Soul
- Chuggington
- Curioso come George
- Dan Zanes and Friends
- Doodlebops
- Finley spegnifuoco
- Five Minutes More
- Fru e Pelù
- Gesù: il cartone animato
- Go Baby
- Happy Monster Band
- Higglytown Heroes
- I fratelli Koala
- I miei amici Tigro e Pooh
- I Numerotti
- Il circo di Jojo
- Il mondo di Benjamin
- Imagination Movers
- In giro per la giungla
- Johnny e i folletti
- La casa di Topolino
- Little Einsteins
- La Carica dei 101: L'emancipazione di Crudelia
- La Mucca Connie
- Lazy Town
- Le nuove avventure di Winnie the Pooh
- Lou & Lou: Safety Patrol
- Madeline
- Ooh, Aah e Tu
- Pepi, Briciola e Jo-Jo
- Rolie Polie Olie
- Shane's Kindergarten Countdown
- Shanna's Show
- Stanley (2001)
- La Melevisione

## Versioni internazionali
- Regno Unito
- Spagna
- Israele
- Grecia
- Africa
- Russia
- Romania
- Asia
- Australia
- Francia
- Polonia
- Taiwan
- Giappone
- Malesia
- Singapore
- Indonesia
- Cambogia
- Vietnam
- Filippine
- India
- Germania
- Corea del Sud
- Scandinavia
- Svezia
- Turchia
- Norvegia
- Danimarca
- Italia
- America Latina
- Portogallo
- Repubblica Ceca
- Argentina
- Slovacchia
- Turchia